# Bopyridae

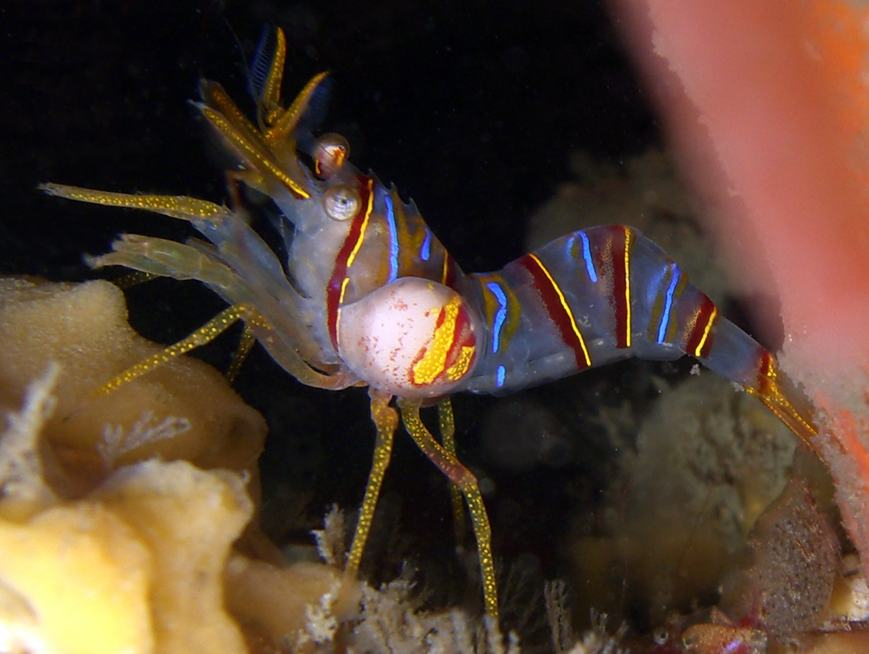
Een garnaal die een uitstulping toont die op bopyridparasitisme wijst

Bopyridae is een familie van Isopoda- schaaldieren in de onderorde Cymothoida. De familie telt 1223 individuele soorten. Leden van de familie zijn ectoparasieten van krabben en garnalen. Ze leven in de kieuwholtes of onder het carapax waar ze een merkbare zwelling veroorzaken. Van fossiele schaaldieren is af en toe waargenomen dat ze een vergelijkbare karakteristieke uitstulping hebben.

## Geslachten
- Acrobelione Bourdon, 1981
- Albunione Markham & Boyko, 1999
- Allathelges Kazmi & Markham, 1999
- Allobopyrus Bourdon, 1983
- Allodiplophryxus Markham, 1985
- Allokepon Markham, 1982
- Allorbimorphus Bourdon, 1976
- Anacepon Nierstrasz & Brender à Brandis, 1931
- Anathelges Bonnier, 1900
- Anchiarthrus Markham, 1992
- Anisarthrus Giard, 1907
- Anisorbione Bourdon, 1981
- Anomophryxus Shiino, 1937
- Anuropodione Bourdon, 1967
- Apocepon Nierstrasz & Brender à Brandis, 1930
- Apophrixus Nierstrasz & Brender à Brandis, 1931
- Aporobopyrina Shiino, 1934
- Aporobopyroides Nobili, 1906
- Aporobopyrus Nobili, 1906
- Argeia Dana, 1853
- Argeiopsis Kensley, 1974
- Astalione Markham, 1975
- Asymmetrione Codreanu, Codreanu & Pike, 1965
- Asymmetrorbione Boyko, 2003
- Athelges Gerstaeker, 1862
- Atypocepon Nierstrasz & Brender à Brandis, 1931
- Azygopleon Markham, 1985
- Balanopleon Markham, 1974
- Bathione Román-Contreras & Boyko, 2007
- Bathygyge Hansen, 1897
- Bopyrella Bonnier, 1900
- Bopyrina Kossmann, 1881
- Bopyrinella Nierstrasz & Brender à Brandis, 1925
- Bopyrinina Shiino, 1933
- Bopyrione Bourdon & Markham, 1980
- Bopyrissa Nierstrasz & Brender à Brandis, 1931
- Bopyroides Stimpson, 1864
- Bopyrophryxus Codreanu, 1965
- Bopyrosa Nierstrasz & Brender à Brandis, 1923
- Bopyrus Latreille, 1802
- Cancricepon Giard & Bonnier, 1887
- Carcinione Bourdon, 1983
- Cardiocepon Nobili, 1906
- Castrione Lima, 1980
- Cataphryxus Shiino, 1936
- Coxalione Bourdon, 1977
- Cryptobopyrus Schultz, 1977
- Dactylokepon Stebbing, 1910
- Dicropleon Markham, 1972
- Diplophryxus Richardson, 1904
- Discomorphus Markham, 2008
- Discorsobopyrus Boyko, 2004
- Entophilus Richardson, 1903
- Eophrixus Caroli, 1930
- Epicepon Nierstrasz & Brender à Brandis, 1931
- Epipenaeon Nobili, 1906
- Epiphrixus Nierstraz & Brender à Brandis, 1932
- Eragia Markham, 1994
- Ergyne Risso, 1816
- Eriphrixus Markham, 1990
- Falsanathelges Boyko & WIlliams, 2003
- Filophryxus Bruce, 1972
- Galathocrypta Román-Contreras & Soto, 2002
- Gareia Bourdon & Bruce, 1983
- Gigantione Kossmann, 1881
- Goleathopseudione Román-Contreras, 2008
- Grapsicepon Giard & Bonnier, 1887
- Gyge Cornalia & Panceri, 1861
- Hemiarthrus Giard & Bonnier, 1887
- Hemicepon Lemos de Castro & Brasil-Lima, 1980
- Hemiphryxus Bruce, 1978
- Heterocepon Shiino, 1936
- Hypercepon Danforth, 1972
- Hyperphrixus Nierstrasz & Brender à Brandis, 1931
- Hypocepon Nierstrasz & Brender à Brandis, 1930
- Hypohyperphrixus Nierstrasz & Brender à Brandis, 1932
- Hypophryxus Shiino, 1934
- Ionella Bonnier, 1900
- Kepon Duvernoy, 1840
- Kolourione Markham, 1978
- Leidya Cornalia & Panceri, 1861
- Litobopyrus Markham, 1982
- Lobocepon Nobili, 1905
- Loki Markham, 1972
- Mediophrixus Markham, 1990
- Megacepon George, 1947
- Mesocepon Shiino, 1951
- Mesophryxus Bruce, 1973
- Metacepon Nierstrasz & Brender à Brandis, 1931
- Metaphrixus Nierstrasz & Brender à Brandis, 1931
- Metathelges Nierstrasz & Brender à Brandis, 1923
- Minicopenaeon Bourdon, 1981
- Miophrixus Barnard, 1955
- Munidion Hansen, 1897
- Neophryxus Bruce, 2007
- Nikione Kensley, 1974
- Ogyridione Markham, 1988
- Onkokepon An, Yu & Li, 2006
- Onychocepon Pérez, 1921
- Orbimorphus Richardson, 1910
- Orbione Bonnier, 1900
- Orophryxus Bruce, 1972
- Orthione Markham, 1988
- Ovobopyrus Markham, 1985
- Ovoionella Boyko, 2004
- Pagurion Shiino, 1933
- Pagurocryptella Boyko & Williams, 2010
- Palaemonellione Markham, 1989
- Parabopyrella Markham, 1985
- Parabopyriscus Markham, 1985
- Parabopyrus Shiino, 1934
- Paracepon Nierstrasz & Brender à Brandis, 1931
- Paragigantione Barnard, 1920
- Parapagurion Shiino, 1933
- Parapenaeon Richardson, 1904
- Parapenaeonella Shiino, 1949
- Parapleurocrypta Chopra, 1923
- Parapleurocryptella Bourdon, 1972
- Parapseudione Nierstrasz & Brender à Brandis, 1931
- Parargeia Hansen, 1897
- Parasymmetrione An, Markham & Yu, 2010
- Parasymmetrorbione An, Boyko & Li, 2013[4]
- Parathelges Bonnier, 1900
- Parione Richardson, 1910
- Parionella Nierstrasz & Brender à Brandis, 1923
- Parionina Nierstrasz & Brender à Brandis, 1929
- Parioninella Nierstrasz & Brender à Brandis, 1930
- Pauperella Nierstrasz & Brender à Brandis, 1929
- Phyllodurus Stimpson, 1857
- Pleurocrypta Hesse, 1865
- Pleurocryptella Bonnier, 1900
- Pleurocryptina Nierstrasz & Brender à Brandis, 1929
- Pliophrixus Caroli, 1930
- Pontobopyrus Markham, 1979
- Probopyria Markham, 1985
- Probopyrinella Nierstrasz & Brender à Brandis, 1929
- Probopyrione Bourdon, 1983
- Probopyriscus Markham, 1982
- Probopyrus Giard & Bonnier, 1888
- Probynia Bourdon & Bruce, 1983
- Procepon Shiino, 1937
- Progebiophilus Codreanu & Codreanu, 1963
- Propseudione Shiino, 1933
- Pseudione Kossmann, 1881
- Pseudionella Shiino, 1949
- Pseudostegias Shiino, 1933
- Rhopalione Pérez, 1920
- Robinione Boyko, Williams & Shields, 2017[5]
- Schizobopyrina Markham, 1985
- Scyracepon Tattersall, 1905
- Shiinoella Bourdon, 1972
- Stegias Richardson, 1904
- Stegoalpheon Chopra, 1923
- Synsynella Hay, 1917
- Trapezicepon Bonnier, 1900
- Tylokepon Stebbing, 1904
- Upogebione Markham, 1985
- Upogebiophilus Nobili, 1906
- Urobopyrus Richardson, 1904